# Миньский чжуанский язык
Миньский чжуанский язык (Black Zhuang, Bu Xiong, Heiyi Zhuang, Kon Min, Min Zhuang, Sung, Zong Zhuang) — один из чжуанских языков, на котором говорят в деревнях Аньхэ, Багань, Гэцай, Гэтао, Гэцзао, Луннун, Наэнь, Санькэшу, Сюнгу, Тяньфан, Шанмабу региона Ланхэн (ныне в составе волости Тяньбэн) уезда Фунин Вэньшань-Чжуан-Мяоского автономного округа в юго-восточной части провинции Юньнань, также в регионе Дэцзин (уезды Дэбао, Дэцзин, Напо, Цзиньси) юго-западной части Гуанси-Чжуанского автономного района в Китае.

## Названия
Носители миньского диалекта в Гуйсюнь-Аньхэ называют свой язык как kaŋ22 min24 или min24 sɔŋ53. Другие миньские диалекты назывались pu22 min24 или kən33 min24.

## Распределение
На миньском диалекте говорят около 2600 человек в 11 деревнях. За исключением Шанманбу (上麻布), все следующие деревни часто созданы носителями миньского диалекта.
- Гуйсюнь-Аньхэ (贵训-安哈)
- Санькэшу (三颗数)
- Сюнгу (雄估)
- Шанмабу (上麻布) — смешаны с носителями нунского диалекта
- Тяньфан (田房)
- Гэтао (戈桃)
- Гэцзао (戈造)
- Гэкай (戈才)
- Багань (叭干)
- Наэнь (那恩)
- Луннун (龙弄)

Джонсон (2011b) сообщает, что на миньском чжуанском языке также могут говорить на юго-западе Гуанси-Чжуанского автономного района.